# 荀正
| 姓名         | 荀正             |
| 出身地       | -                |
| 職官         | 将（紀霊の副将） |
| 陣営・所属等 | 袁術             |
| 家族・一族   | -                |

荀 正（じゅん せい）は、中国の通俗歴史小説『三国志演義』に登場する架空の武将。
袁術配下の将軍紀霊の副将。紀霊の劉備討伐に従軍する。紀霊は関羽との一騎打をした際に30合余り戦うと陣へ戻り、その後荀正に関羽に当たるよう命じている。
荀正自身はかなり乗り気で、関羽を「名も無き末輩」と挑発して出撃する。しかし、その挑発に怒った関羽に1合で斬り捨てられて果ててしまう。荀正を討ち取った勢いで劉備軍は、一気に紀霊軍を押し返している。